# حميراء بيضاء الجناح
حميراء بيضاء الجناح (الاسم العلمي: Phoenicurus erythrogastrus) (بالإنجليزية: White-winged Redstart)‏ هو نوع من الطيور يتبع جنس الحميراء من فصيلة خاطفات الذباب.